# Jürgen Heigl (Schauspieler)

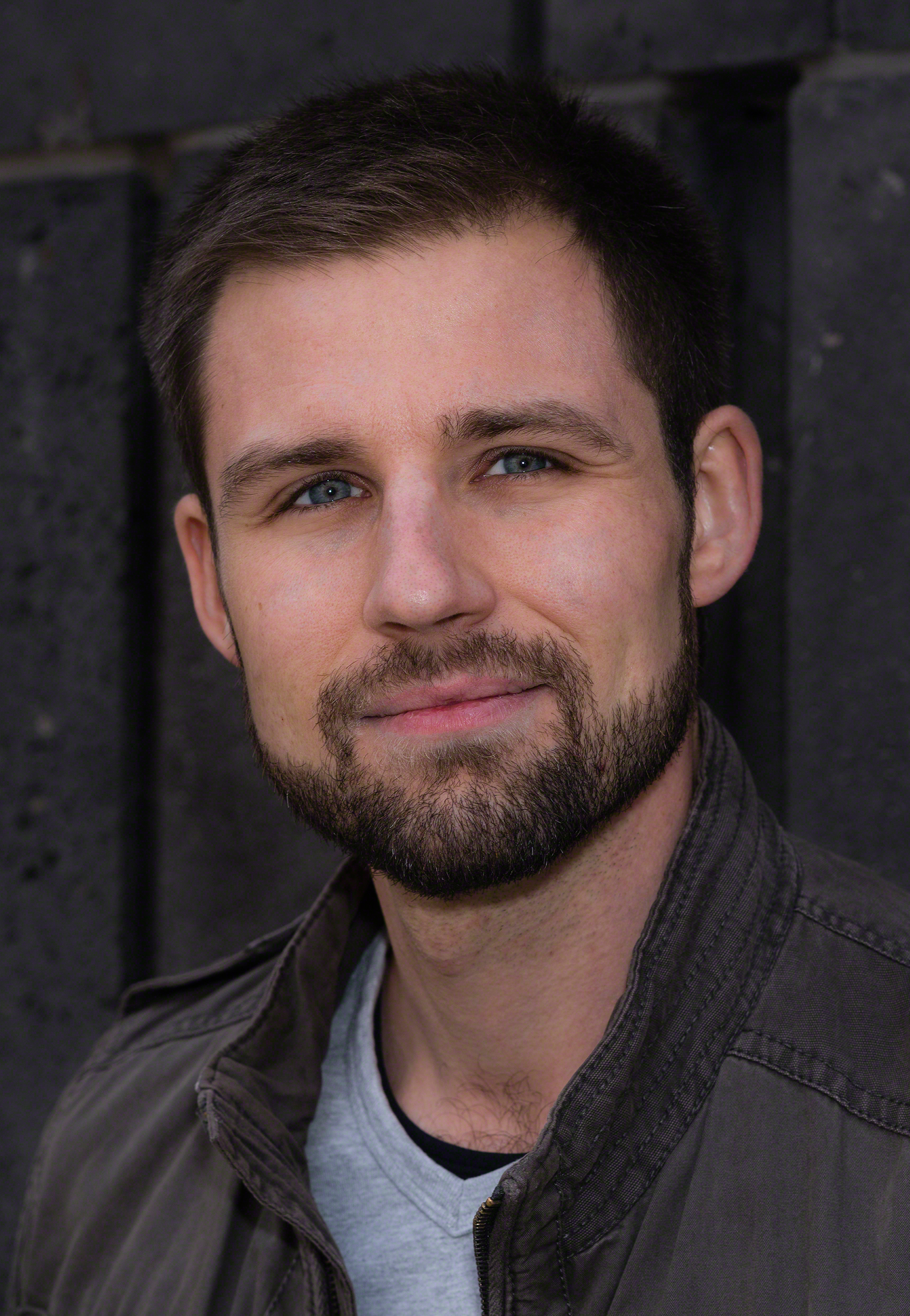
Jürgen Heigl 2016

Jürgen Heigl (* 6. Februar 1987 in Amstetten) ist ein österreichischer Schauspieler.

## Leben und Ausbildung
Jürgen Heigl wuchs in Amstetten auf, wo er nach der Pflichtschule das Bundesgymnasium besuchte, wo er 2006 mit Matura abschloss. Dort fand er auch zum Schauspiel, als er während seiner Schulzeit das Freifach „Darstellendes Spiel“ für sich entdeckte. Nach Erfüllung seiner Zivildienstpflicht begann er 2007 sein Studium an der Universität für Musik und darstellende Kunst Graz. Er erhielt dort, sowie an der Hochschule für Musik und Theater Rostock, eine umfangreiche Schauspielausbildung, die er 2011 an der Universität für Musik und darstellende Kunst Graz erfolgreich abschloss.
Seit Anfang 2012 lebt Jürgen Heigl in Wien.

## Beruflicher Werdegang
Während seiner Ausbildung in Graz war Jürgen Heigl sowohl am Schauspielhaus Graz engagiert als auch in universitätsinternen Produktionen tätig. Dazu zählten unter anderem die Inszenierung König Lear von Peter Konwitschny, sowie Die Weibervolksversammlung von Cornelia Crombholz an der Kunstuniversität Graz, die 2010 zum Setkání/Encounter – Festival nach Brno eingeladen wurde.
2011 inszenierte und spielte Jürgen Heigl selbst im Zuge seiner Abschlussprüfung Arthur Schnitzlers Lieutenant Gustl.
Seit Februar 2012 ist Jürgen Heigl immer wieder am Theater der Jugend in Wien engagiert, sowie am Theater an der Effingerstrasse in Bern und Shakespeare im Park.

## Theater

### Schauspielhaus Graz
- 2008 König Lear von William Shakespeare – Ritter/Diener – Regie: Peter Konwitschny[2]
- 2009 Krankheit der Jugend von Ferdinand Bruckner – Alt – Regie: Henner Kallmayer[2]

### Universität für Musik und darstellende Kunst Graz
- 2009 Trilogie der Sommerfrische von Carlo Goldoni – Leonardo – Regie: Tobias Sosinka[7]
- 2010 Die Weibervolksversammlung von Aristophanes – Chremes – Regie: Cornelia Crombholz[3]
- 2011 Lieutenant Gustl von Arthur Schnitzler – Gustl – Regie: Jürgen Heigl

### Theater der Jugend Wien
- 2012 The London Eye Mystery von Carl Miller – Ted – Regie: Frank Panhans[8]
- 2012 Starseeker von Tim Bowler/Phil Porter – Luke – Regie: Henry Mason[9]
- 2013 Vorstadtkrokodile von Max von der Grün – Kurt – Regie: Frank Panhans[10]
- 2013 King A – Eine Ode an jedes Ritterherz von Inéz Derksen – Merlin – Regie: Frank Panhans[11]
- 2014 Nennt mich nicht Ismael! von Michael Gerard Bauer – Barry Bagsley – Regie: Stefan Behrendt[12]
- 2015 Schlagzeug im Kopf von Christian Giese – Moritz Marx/Herr Meinecke – Regie: Frank Panhans[13]
- 2017 Wuthering Heights von Emily Brontë – Edgar Linton – Regie: Thomas Birkmeir[14]

### DAS Theater an der Effingerstraße
- 2014 Bekenntnisse des Hochstaplers Felix Krull – Thomas Mann – Felix Krull – Regie: Stefan Suske[15]

### Shakespeare im Park
- 2016 Die Komödie der Irrungen von William Shakespeare – Antipholus von Ephesus/Syracus – Regie: Eric Lomas[16]

## Filmografie (Auswahl)
- 2024: Biester (Fernsehserie)